# 卵母細胞用リンゲル液
卵母細胞用リンゲル液（らんぼさいぼうようリンゲルえき、英: Oocyte Ringer's solution）またはリンガー液はOR2とも呼ばれ、アフリカツメガエルの卵母細胞の洗浄に用いる。通常は10倍水溶液を作成し、希釈して用いる。
希釈10倍のリンゲル液の組成は以下の通りである。
- 塩化ナトリウム(NaCl) (825.0 mM) 24.15 g
- 塩化カリウム (KCI) (20.0 mM) 0.85 g
- 塩化マグネシウム (MgCl2•6H2O) (10.0 mM) 1.00 g
- HEPES (50.0 mM) 5.95 g

以上のものを混ぜ、水酸化ナトリウム (NaOH) でPH値を7.5にし、蒸留水500mlを加えて薄める。
以前は「卵母細胞の殻剥き」と呼ばれる作業があったが、現在は2 mg/mLのCollagenase Aというコラーゲン分解酵素をリンゲル液OR2に溶かし、18℃で2時間程度攪拌すると殻剥きが完了する。